# 스기사와 미호시
스기사와 미호시(일본어: 杉澤 海星, 2002년 8월 17일 ~ )는 일본의 여자 축구 선수이다.

## 구단 경력
2021년 WE리그의 오미야 아르디자 VENTUS에 입단하였다.

## 국가대표팀 경력
그녀는 2022년 FIFA U-20 여자 월드컵에 참가할 일본 U-20 국가대표팀에 발탁되었으며, 6경기에 출전, 준우승에 기여했다.